# Domenico Grandi
Domenico Grandi (Corinaldo, 14 novembre 1849 – Roma, 22 gennaio 1937) è stato un generale e politico italiano.
Fu Ministro della guerra del Regno d'Italia.

## Biografia
Già generale, poi tenente generale e comandante del 10º corpo d'armata.  Deputato di Senigallia per la XVIII e la XIX legislatura.
Fu Ministro della Guerra del Regno d'Italia nella prima parte del governo Salandra I.  Scelto, su intervento del sovrano, dal Salandra dopo che il prescelto generale Carlo Porro aveva chiesto come condizione per l'accettazione dell'incarico, un credito speciale di 600 milioni in quattro anni, per accelerare la preparazione di esercito e marina, Grandi rimase in carica solo sino all'ottobre 1914.
A quella data, ormai due mesi dopo lo scoppio della prima guerra mondiale, Salandra aveva predisposto di accogliere uno stanziamento straordinario di, appunto, 600 milioni, sollecitati dal nuovo Capo dello Stato Maggiore Cadorna.
Si opposero prima il Grandi, allo stanziamento ed alla mobilitazione generale.  Seguì il ministro del Tesoro Rubini, neutralista, che chiese (tra l'ingenuo e lo strumentale) nuove imposte per compensare quello stanziamento.  Grandi venne sostituito il 10 ottobre dal generale Zupelli.  Rubini ufficializzò le dimissioni il 30 ottobre e venne sostituito dal concittadino Carcano.
Nel frattempo, il 16 ottobre 1914, era morto anche il ministro degli esteri San Giuliano e Salandra compì un completo rimpasto di governo, al fine di disporre di un gabinetto più disposto ai preparativi bellici.